# Нижнее Биктимирово
Ни́жнее Биктими́рово (тат. Түбән Биктимер) — деревня в Алькеевском районе Республики Татарстан, в составе Базарно-Матакского сельского поселения.

## История
В «Списке населенных мест по сведениям 1859 года», изданном в 1866 году, населённый пункт упомянут как казённая деревня Нижнее Биктемирово 2-го стана Спасского уезда Казанской губернии. Располагалась при реке Ахтае, по левую сторону коммерческого Самарского тракта, в 43 верстах от уездного города Спасска и в 3 верстах от становой квартиры в казённой деревне Базарные Матаки. В деревне в 73 дворах жили 511 человек (248 мужчин и 263 женщины). Была мечеть.

## Население
Динамика
По данным переписей, население деревни увеличивалось со 106 душ мужского пола в 1782 году до 894 человек в 1908 году. В последующие годы численность населения деревни уменьшалась и в 2015 году составила 127 человек.
Национальный состав
Согласно результатам переписи 2002 года, в национальной структуре населения села татары составляли 90% из 142 человек.